# ميخايلو بودولاك
ميخايلو بودولاك (مواليد 16 فبراير 1972) هو سياسي أوكراني يشغل حالياً منصب مستشار رئيس أوكرانيا فولوديمير زيلينسكي.